# 烏克蘭斯凱 (切爾尼戈夫區)
51°24′49″N 31°37′39″E / 51.41361°N 31.62750°E

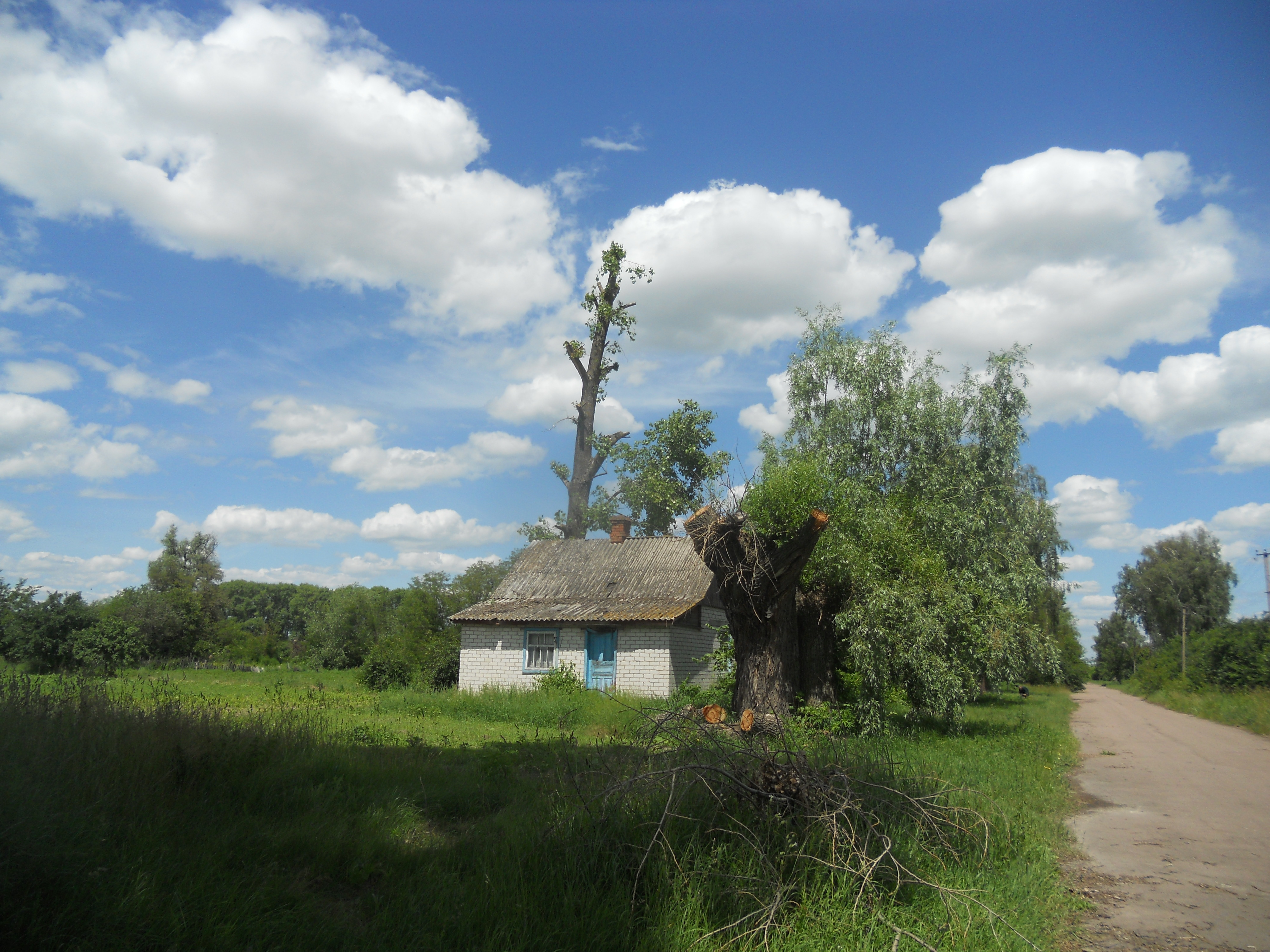
村景

烏克蘭斯凱（烏克蘭語：Українське），是烏克蘭北部切爾尼戈夫州切爾尼戈夫區库利基夫卡市镇的村落。始建於1928年，面積0.21平方公里，海拔高度117米，2001年人口46，人口密度每平方公里220.1人。